# KV Kortrijk in het seizoen 2022/23
KV Kortrijk komt in het seizoen 2022/23 uit in de Belgische Eerste Klasse A. In het seizoen 2021/22 eindigde KV Kortrijk na de reguliere competitie op de 13e plaats. KV Kortrijk begint aan zijn vijftiende achtereenvolgend seizoen in eerste klasse.

## Ploegsamenstelling

### Spelerskern
| Nummer      | Speler                 | Nationaliteit          | Bij KVK sinds | Contract tot              | Laatste club                       |      |      |
| Doel        | Doel                   | Doel                   | Doel          | Doel                      | Doel                               | Doel | Doel |
| ----------- | ---------------------- | ---------------------- | ------------- | ------------------------- | ---------------------------------- | ---- | ---- |
| 1           | Tom Vandenberghe       | België                 | 2022          | 2025                      | KMSK Deinze                        |      |      |
| 16          | Maxim Deman            | België                 | 2019          | 2023                      | KV Kortrijk Jeugd                  |      |      |
| 28          | Joris Delle            | Frankrijk              | 2021          | 2023                      | Orlando Pirates FC                 |      |      |
| 31          | Marko Ilić             | Servië                 | 2020          | 2024                      | FK Voždovac Belgrado               |      |      |
| Verdediging |                        |                        |               |                           |                                    |      |      |
| 4           | Tsuyoshi Watanabe      | Japan                  | 2022          | 2025                      | FC Tokyo                           |      |      |
| 6           | Oleksiy Sych           | Oekraïne               | 2022          | 2023 (+ optie)            | FK Roech Lviv                      |      |      |
| 24          | Dorian Dessoleil       | België                 | 2022          | 2023                      | Royal Antwerp FC                   |      |      |
| 25          | Nayel Mehssatou        | België/ Chili          | 2022          | 2025                      | RSC Anderlecht                     |      |      |
| 30          | Kristof D'haene        | België                 | 2015          | 2024                      | Cercle Brugge                      |      |      |
| 44          | João Silva             | Portugal               | 2022          | 2025                      | Deportivo Alavés via NK Istra 1961 |      |      |
| 66          | Aleksandar Radovanović | Servië                 | 2021          | 2024                      | RC Lens                            |      |      |
| Middenveld  |                        |                        |               |                           |                                    |      |      |
| 11          | Amine Benchaib         | België/ Marokko        | 2022          | 2025                      | Royal Charleroi Sporting Club      |      |      |
| 12          | Habib Keïta            | Mali                   | 2022          | 2023                      | Olympique Lyon                     |      |      |
| 18          | Abdelkahar Kadri       | Algerije               | 2021          | 2026                      | Paradou AC                         |      |      |
| 20          | Alexandre De Bruyn     | België                 | 2022          | 2024 (+ 2 jaar cluboptie) | KAA Gent                           |      |      |
| 23          | Dion De Neve           | België                 | 2022          | 2025 (+ 1 jaar optie)     | SV Zulte Waregem                   |      |      |
| 26          | Kévin Vandendriessche  | Frankrijk              | 2021          | 2023                      | KV Oostende                        |      |      |
| 32          | Satoshi Tanaka         | Japan                  | 2022          | 2023 (+ optie)            | Shonan Bellmare                    |      |      |
| Aanval      |                        |                        |               |                           |                                    |      |      |
| 7           | Dylan Mbayo            | België/ Congo-Kinshasa | 2021          | 2026                      | AA Gent                            |      |      |
| 9           | Billal Messaoudi       | Algerije               | 2021          | 2026                      | JS Saoura                          |      |      |
| 10          | Faïz Selemani          | Comoren/ Frankrijk     | 2019          | 2022                      | Union Sint-Gillis                  |      |      |
| 17          | Pape Habib Gueye       | Senegal                | 2020          | 2024                      | Aalesunds FK                       |      |      |
| 21          | Felipe Avenatti        | Uruguay                | 2022          | 2024 (+ 1 jaar optie)     | Standard Luik                      |      |      |
| 22          | Didier Lamkel Zé       | Kameroen               | 2022          | 2025                      | Antwerp FC                         |      |      |
| 54          | Jonah Osabutey         | Ghana                  | 2021          | 2023 (+ 2 jaar optie)     | SV Werder Bremen II via OH Leuven  |      |      |
| 70          | Massimo Bruno          | België/ Italië         | 2022          | 2025                      | Bursaspor                          |      |      |
| 77          | David Henen            | België/ Togo           | 2022          | 2024                      | Grenoble Foot 38                   |      |      |
| 99          | Luqman Hakim Shamsudin | Maleisië               | 2020          | 2025                      | FA Selangor                        |      |      |

### Transfers

#### Inkomend (zomer)
| Naam             | Nationaliteit         | Positie      | Vorige club                        | Opmerkingen  |
| ---------------- | --------------------- | ------------ | ---------------------------------- | ------------ |
| Tom Vandenberghe | België                | Doelman      | KMSK Deinze                        | Vrije speler |
| Oleksiy Sych     | Oekraïne              | Verdediger   | FK Roech Lviv                      | Vrije speler |
| Dorian Dessoleil | België                | Verdediger   | Antwerp FC                         | Huurcontract |
| Jimmy Tabidze    | Georgië               | Verdediger   | FK Oefa                            | Vrije speler |
| João Silva       | Portugal              | Verdediger   | Deportivo Alavés via NK Istra 1961 | Gekocht      |
| Stjepan Lončar   | Bosnië en Herzegovina | Middenvelder | Ferencvárosi TC                    | Huurcontract |
| Satoshi Tanaka   | Japan                 | Middenvelder | Shonan Bellmare                    | Huurcontract |
| Youssef Challouk | België                | Middenvelder | KMSK Deinze                        | Vrije speler |
| Dion De Neve     | België                | Middenvelder | SV Zulte Waregem                   | Vrije speler |
| Habib Keïta      | Mali                  | Middenvelder | Olympique Lyon                     | Gehuurd      |
| Didier Lamkel Zé | Kameroen              | Aanvaller    | Antwerp FC                         | Gekocht      |
| Felipe Avenatti  | Uruguay               | Aanvaller    | Standard Luik                      | Vrije speler |
| Massimo Bruno    | België                | Aanvaller    | Bursaspor                          | Vrije speler |

#### Uitgaand (zomer)
| Naam                    | Nationaliteit      | Positie      | Nieuwe club                        | Opmerkingen                           |
| ----------------------- | ------------------ | ------------ | ---------------------------------- | ------------------------------------- |
| Trent Sainsbury         | Australië          | Verdediger   | Al-Wakrah SC                       | Eind contract                         |
| Lucas Rougeaux          | Frankrijk          | Verdediger   | ?                                  | Eind contract                         |
| Jimmy Tabidze           | Georgië            | Verdediger   | FC Dinamo Tbilisi                  | Doorgestuurd                          |
| Youssef Challouk        | België             | Middenvelder | RWDM                               | Verhuurd zonder optie                 |
| Ante Palaversa          | Kroatië            | Middenvelder | Troyes AC via Manchester City      | Eind huurcontract                     |
| Victor Torp             | Denemarken         | Middenvelder | Sarpsborg 08 FF via FC Midtjylland | Eind huurcontract                     |
| Tsotne Bendianishvili   | België/ Georgië    | Middenvelder | Sint-Eloois-Winkel Sport           | Eind contract                         |
| Michiel Jonckheere      | België             | Middenvelder | KSV Bredene                        | Eind contract                         |
| Sambou Sissoko          | Mali               | Middenvelder | FK Čukarički                       | Verhuurd zonder optie                 |
| Rachid Alioui           | Frankrijk/ Marokko | Aanvaller    | FC Versailles 78 via SCO Angers    | Eind huurcontract, optie niet gelicht |
| Marlos Moreno           | Colombia           | Aanvaller    | Troyes AC via Manchester City      | Eind huurcontract                     |
| Muhammed Badamosi       | Gambia             | Aanvaller    | FK Čukarički                       | Verhuurd zonder optie                 |
| Charles-Jesaja Herrmann | Duitsland/ Ghana   | Aanvaller    | NAC Breda                          | Verhuurd met optie                    |

#### Inkomend (winter)
| Naam                | Nationaliteit | Positie    | Vorige club    | Opmerkingen |
| ------------------- | ------------- | ---------- | -------------- | ----------- |
| Martin Wasinski     | België        | Verdediger | Charleroi      | Gekocht     |
| Christalino Atemona | Duitsland     | Verdediger | Hertha BSC     | Gekocht     |
| Martin Regáli       | Slowakije     | Aanvaller  | MFK Ružomberok | Gekocht     |

#### Uitgaand (winter)
| Naam             | Nationaliteit | Positie   | Nieuwe club         | Opmerkingen |
| ---------------- | ------------- | --------- | ------------------- | ----------- |
| Didier Lamkel Zé | Kameroen      | Aanvaller | Wydad AC Casablanca | Verhuurd    |

### Technische staf
| Naam             | Nationaliteit | Functie                   |
| ---------------- | ------------- | ------------------------- |
| Bernd Storck     | Duitsland     | Hoofdtrainer              |
| Mátyás Czuczi    | Hongarije     | Assistent                 |
| Patrick Deman    | België        | Keeperstrainer            |
| Gérard Lifondja  | België        | Fysiektrainer             |
| Damien Januel    | Frankrijk     | Video- & data-analyse     |
| Jelmer Platteeuw | België        | Performance analist       |
| Jochen De Coene  | België        | Coördinator medische staf |

## Oefenwedstrijden
| Datum            | Thuis/uit | Tegenstander                              | Score | Doelpuntenmaker(s) KV Kortrijk                                             |
| ---------------- | --------- | ----------------------------------------- | ----- | -------------------------------------------------------------------------- |
| 17/06/2022 19u   | Thuis     | KDNS Heule (3e provinciale)               | 7-0   | Messaoudi, De Meulenaere, Herrmann, A. Desot, Watanabe, J. Desot, Benchaib |
| 25/06/2022 15u30 | Thuis     | KV Mechelen (1A)                          | 3-1   | Gueye x2, Henen                                                            |
| 02/07/2022 14u   | Uit       | FC Dordrecht (NL Keuken Kampioen Divisie) | 4-2   | Mbayo, Keita                                                               |
| 09/07/2022 17u   | Thuis     | Excelsior Virton (1B)                     | 0-0   |                                                                            |
| 16/07/2022 16u   | Thuis     | FC Utrecht (NL Eredivisie)                | 2-1   | Benchaib, Gueye                                                            |
| 23/09/2022 ?     | Uit       | Sint-Truidense VV (1A)                    | 0-2   |                                                                            |

## Jupiler Pro League

### Reguliere competitie

#### Wedstrijden
| Jupiler Pro League                                                                                    |                                                                 |                                     |                                                     | |                                                                |
| Wedstrijddetails                                                                                      | Thuisploeg                                                      | Uitslag                             | Uitploeg                                            | Opstelling | Kaarten                                                        |
| Heenronde                                                                                             |                                                                 |                                     |                                                     | |                                                                |
| 23 juli 2022 18:15 Guldensporenstadion Kortrijk Ref.: Lothar D'hondt Toeschouwers: 4.300              | KV Kortrijk                                                     | 0 – 2                               | OH Leuven                                           | Ilić Mehssatou, Watanabe, Radovanović (75' Silva), D'haene Keïta, De Bruyn (56' Benchaib), Sissoko (81' Henen) Messaoudi, Guèye, Mbayo (75' De Neve)                            | 57' Guèye 68' Mehssatou 90+5' Keïta                            |
| 23 juli 2022 18:15 Guldensporenstadion Kortrijk Ref.: Lothar D'hondt Toeschouwers: 4.300              |                                                                 | 0 – 1 0 – 2                         | 72' Maertens 90+3' Al-Taamari                       | Ilić Mehssatou, Watanabe, Radovanović (75' Silva), D'haene Keïta, De Bruyn (56' Benchaib), Sissoko (81' Henen) Messaoudi, Guèye, Mbayo (75' De Neve)                            | 57' Guèye 68' Mehssatou 90+5' Keïta                            |
| 31 juli 2022 18:30 Pairaystadion Seraing Ref.: Jonathan Lardot Toeschouwers: 1.267                    | Seraing                                                         | 0 – 1                               | KV Kortrijk                                         | Ilić Mehssatou (90+5' Silva), Watanabe, Dessoleil, D'haene Benchaib, Keïta, De Bruyn (46' Sissoko) Messaoudi (90+1' Henen), Guèye (74' Selemani), Mbayo (90+5' De Neve)         | 26' Benchaib 29' Guèye 90+4' Keïta                             |
| 31 juli 2022 18:30 Pairaystadion Seraing Ref.: Jonathan Lardot Toeschouwers: 1.267                    |                                                                 | 0 – 1                               | 58' Watanabe                                        | Ilić Mehssatou (90+5' Silva), Watanabe, Dessoleil, D'haene Benchaib, Keïta, De Bruyn (46' Sissoko) Messaoudi (90+1' Henen), Guèye (74' Selemani), Mbayo (90+5' De Neve)         | 26' Benchaib 29' Guèye 90+4' Keïta                             |
| 6 augustus 2022 18:15 Guldensporenstadion Kortrijk Ref.: Wesli De Cremer Toeschouwers: 4.200          | KV Kortrijk                                                     | 0 – 0                               | STVV                                                | Ilić Watanabe, Dessoleil, Radovanović Mehssatou, Sissoko, Keïta (62' Vandendriessche), D'haene Mbayo (78' De Neve), Guèye (62' Messaoudi), Selemani                             |                                                                |
| 6 augustus 2022 18:15 Guldensporenstadion Kortrijk Ref.: Wesli De Cremer Toeschouwers: 4.200          |                                                                 |                                     |                                                     | Ilić Watanabe, Dessoleil, Radovanović Mehssatou, Sissoko, Keïta (62' Vandendriessche), D'haene Mbayo (78' De Neve), Guèye (62' Messaoudi), Selemani                             |                                                                |
| 13 augustus 2022 20:45 Joseph Marienstadion Vorst Ref.: Alexandre Boucaut Toeschouwers: 5.589         | Union Sint-Gillis                                               | 2 – 1                               | KV Kortrijk                                         | Ilić Watanabe, Dessoleil (84' Challouk), Radovanović Mehssatou (46' Vandendriessche), Sissoko (46' Guèye), Keïta (46' Bruno), D'haene Mbayo (77' Henen), Messaoudi, Selemani    | 2' Keïta 25' Sissoko 27' D'haene                               |
| 13 augustus 2022 20:45 Joseph Marienstadion Vorst Ref.: Alexandre Boucaut Toeschouwers: 5.589         | Teuma 9' (pen.) Teuma 58'                                       | 1 – 0 2 – 0 2 – 1                   | 63' Selemani                                        | Ilić Watanabe, Dessoleil (84' Challouk), Radovanović Mehssatou (46' Vandendriessche), Sissoko (46' Guèye), Keïta (46' Bruno), D'haene Mbayo (77' Henen), Messaoudi, Selemani    | 2' Keïta 25' Sissoko 27' D'haene                               |
| 21 augustus 2022 13:30 Jan Breydelstadion Brugge Ref.: Jan Boterberg Toeschouwers: 20.555             | Club Brugge                                                     | 2 – 1                               | KV Kortrijk                                         | Ilić Watanabe, Dessoleil, Radovanović Selemani, Keïta (83' De Bruyn), Vandendriessche (62' Avenatti), D'haene Henen (62' Mbayo), Guèye (83' Challouk), Messaoudi                | 6' Radovanović 53' Vandendriessche 89' Challouk 90+6' Avenatti |
| 21 augustus 2022 13:30 Jan Breydelstadion Brugge Ref.: Jan Boterberg Toeschouwers: 20.555             | Jutglà 4' Meijer 45+3'                                          | 1 – 0 1 – 1 2 – 1                   | 33' Guèye                                           | Ilić Watanabe, Dessoleil, Radovanović Selemani, Keïta (83' De Bruyn), Vandendriessche (62' Avenatti), D'haene Henen (62' Mbayo), Guèye (83' Challouk), Messaoudi                | 6' Radovanović 53' Vandendriessche 89' Challouk 90+6' Avenatti |
| 28 augustus 2022 16:00 Guldensporenstadion Kortrijk Ref.: Lothar D'hondt Toeschouwers: 7.404          | KV Kortrijk                                                     | 0 – 1                               | Standard Luik                                       | Ilić Watanabe, Dessoleil, Radovanović Selemani (81' Henen), Bruno (62' Messaoudi), Vandendriessche, Keïta (46' Tanaka), D'haene Guèye (62' Avenatti), Lamkel Zé (78' De Bruyn)  | 20' Bruno 54' Tanaka 56' Vandendriessche 76' Vandendriessche   |
| 28 augustus 2022 16:00 Guldensporenstadion Kortrijk Ref.: Lothar D'hondt Toeschouwers: 7.404          |                                                                 | 0 – 1                               | 83' Amallah                                         | Ilić Watanabe, Dessoleil, Radovanović Selemani (81' Henen), Bruno (62' Messaoudi), Vandendriessche, Keïta (46' Tanaka), D'haene Guèye (62' Avenatti), Lamkel Zé (78' De Bruyn)  | 20' Bruno 54' Tanaka 56' Vandendriessche 76' Vandendriessche   |
| 3 september 2022 18:15 Kehrwegstadion Eupen Ref.: Bert Put Toeschouwers: 1.846                        | KAS Eupen                                                       | 0 – 1                               | KV Kortrijk                                         | Ilić Watanabe, Dessoleil, Silva Mehssatou, Keïta, Tanaka, D'haene Lamkel Zé (64' Selemani), Avenatti (64' Guèye), Messaoudi (74' Mbayo)                                         | 2' Tanaka 33' Lamkel Zé 90+6' D'haene                          |
| 3 september 2022 18:15 Kehrwegstadion Eupen Ref.: Bert Put Toeschouwers: 1.846                        |                                                                 | 0 – 1                               | 82' Mbayo                                           | Ilić Watanabe, Dessoleil, Silva Mehssatou, Keïta, Tanaka, D'haene Lamkel Zé (64' Selemani), Avenatti (64' Guèye), Messaoudi (74' Mbayo)                                         | 2' Tanaka 33' Lamkel Zé 90+6' D'haene                          |
| 10 september 2022 16:00 Guldensporenstadion Kortrijk Ref.: Nicolas Laforge Toeschouwers: 4.402        | KV Kortrijk                                                     | 1 – 4                               | KV Mechelen                                         | Ilić Watanabe, Dessoleil, Silva (73' Radovanović) Mehssatou (46' Mbayo), Vandendriessche (73' Bruno), Lončar (73' Keïta), Tanaka, D'haene Lamkel Zé, Messaoudi (78' Avenatti)   | 30' Vandendriessche 70' Silva 83' D'haene                      |
| 10 september 2022 16:00 Guldensporenstadion Kortrijk Ref.: Nicolas Laforge Toeschouwers: 4.402        | Lamkel Zé 63' (pen.)                                            | 0 – 1 0 – 2 0 – 3 1 – 3 1 – 4       | 37' Walsh 41' Schoofs 53' Hairemans 90+3' Schoofs   | Ilić Watanabe, Dessoleil, Silva (73' Radovanović) Mehssatou (46' Mbayo), Vandendriessche (73' Bruno), Lončar (73' Keïta), Tanaka, D'haene Lamkel Zé, Messaoudi (78' Avenatti)   | 30' Vandendriessche 70' Silva 83' D'haene                      |
| 18 september 2022 21:00 Lotto Park Anderlecht Ref.: Nathan Verboomen Toeschouwers: 18.000             | Anderlecht                                                      | 4 – 1                               | KV Kortrijk                                         | Ilić Watanabe, Dessoleil (66' Avenatti), Radovanović Sych (77' Mehssatou), Vandendriessche (58' Keïta), Tanaka, Lončar (77' Mbayo), D'haene Lamkel Zé, Messaoudi (58' Selemani) | 29' Dessoleil 53' Vandendriessche                              |
| 18 september 2022 21:00 Lotto Park Anderlecht Ref.: Nathan Verboomen Toeschouwers: 18.000             | Verschaeren 27' Ashimeru 59' Vertonghen 64' Refaelov 75' (pen.) | 1 – 0 2 – 0 2 – 1 3 – 1 4 – 1       | 61' Selemani                                        | Ilić Watanabe, Dessoleil (66' Avenatti), Radovanović Sych (77' Mehssatou), Vandendriessche (58' Keïta), Tanaka, Lončar (77' Mbayo), D'haene Lamkel Zé, Messaoudi (58' Selemani) | 29' Dessoleil 53' Vandendriessche                              |
| 2 oktober 2022 18:30 Guldensporenstadion Kortrijk Ref.: Bram Van Driessche Toeschouwers: 7.677        | KV Kortrijk                                                     | 2 – 1                               | Antwerp                                             | Ilić Sych, Watanabe, Radovanović, D'haene Henen (72' Messaoudi), Keïta, Tanaka, Selemani Avenatti (77' Lončar), Lamkel Zé (90' Vandendriessche)                                 | 31' Lamkel Zé 50' Avenatti 88' Ilić 90+3' Vandendriessche      |
| 2 oktober 2022 18:30 Guldensporenstadion Kortrijk Ref.: Bram Van Driessche Toeschouwers: 7.677        | Avenatti 21' Selemani 42'                                       | 1 – 0 2 – 0 2 – 1                   | 90+2' (pen.) Janssen                                | Ilić Sych, Watanabe, Radovanović, D'haene Henen (72' Messaoudi), Keïta, Tanaka, Selemani Avenatti (77' Lončar), Lamkel Zé (90' Vandendriessche)                                 | 31' Lamkel Zé 50' Avenatti 88' Ilić 90+3' Vandendriessche      |
| 8 oktober 2022 16:00 Cegeka Arena Genk Ref.: Jonathan Lardot Toeschouwers: 15.108                     | KRC Genk                                                        | 2 – 1                               | KV Kortrijk                                         | Ilić Sych (83' Mehssatou), Watanabe, Radovanović, D'haene Tanaka, Lamkel Zé, Keïta (83' Lončar) Henen (74' Guèye), Avenatti (83' Mbayo), Selemani (67' Messaoudi)               |                                                                |
| 8 oktober 2022 16:00 Cegeka Arena Genk Ref.: Jonathan Lardot Toeschouwers: 15.108                     | Onuachu 37' Onuachu 79' (pen.)                                  | 1 – 0 1 – 1 2 – 1                   | 58' Selemani                                        | Ilić Sych (83' Mehssatou), Watanabe, Radovanović, D'haene Tanaka, Lamkel Zé, Keïta (83' Lončar) Henen (74' Guèye), Avenatti (83' Mbayo), Selemani (67' Messaoudi)               |                                                                |
| 15 oktober 2022 16:00 Guldensporenstadion Kortrijk Ref.: Bert Put Toeschouwers: 9.399                 | KV Kortrijk                                                     | 1 – 3                               | Zulte Waregem                                       | Ilić Sych, Watanabe, Dessoleil, D'haene Keïta, Lamkel Zé, Tanaka Henen (66' Mbayo), Avenatti (66' Guèye), Selemani (50' Messaoudi)                                              | 4' Watanabe 23' Dessoleil 88' Mbayo 88' Lamkel Zé              |
| 15 oktober 2022 16:00 Guldensporenstadion Kortrijk Ref.: Bert Put Toeschouwers: 9.399                 | Keïta 25'                                                       | 1 – 0 1 – 1 1 – 2 1 – 3             | 60' Tambedou 65' Offor 87' (pen.) Gano              | Ilić Sych, Watanabe, Dessoleil, D'haene Keïta, Lamkel Zé, Tanaka Henen (66' Mbayo), Avenatti (66' Guèye), Selemani (50' Messaoudi)                                              | 4' Watanabe 23' Dessoleil 88' Mbayo 88' Lamkel Zé              |
| 18 oktober 2022 18:30 Stade du Pays de Charleroi Charleroi Ref.: Brent Staessens Toeschouwers: 4.500  | Charleroi                                                       | 2 – 2                               | KV Kortrijk                                         | Ilić Sych, Watanabe, Silva (86' Mehssatou), D'haene Vandendriessche (85' Henen), Tanaka (80' Benchaib), Keïta Messaoudi (69' Avenatti), Guèye (80' Mbayo), Lamkel Zé            | 41' Silva                                                      |
| 18 oktober 2022 18:30 Stade du Pays de Charleroi Charleroi Ref.: Brent Staessens Toeschouwers: 4.500  | Heymans 27' Ilaimaharitra 42'                                   | 1 – 0 2 – 0 2 – 1 2 – 2             | 52' Guèye 88' Avenatti                              | Ilić Sych, Watanabe, Silva (86' Mehssatou), D'haene Vandendriessche (85' Henen), Tanaka (80' Benchaib), Keïta Messaoudi (69' Avenatti), Guèye (80' Mbayo), Lamkel Zé            | 41' Silva                                                      |
| 22 oktober 2022 16:00 Guldensporenstadion Kortrijk Ref.: Wim Smet Toeschouwers: 4.800                 | KV Kortrijk                                                     | 0 – 2                               | Westerlo                                            | Ilić Sych, Watanabe, Dessoleil (76' Silva), D'haene Messaoudi (61' Lončar), Vandendriessche (76' Mbayo), Keïta, Lamkel Zé Avenatti (88' Shamsudin), Guèye                       | 26' Guèye                                                      |
| 22 oktober 2022 16:00 Guldensporenstadion Kortrijk Ref.: Wim Smet Toeschouwers: 4.800                 |                                                                 | 0 – 1 0 – 2                         | 48' Madsen 83' Dorgeles                             | Ilić Sych, Watanabe, Dessoleil (76' Silva), D'haene Messaoudi (61' Lončar), Vandendriessche (76' Mbayo), Keïta, Lamkel Zé Avenatti (88' Shamsudin), Guèye                       | 26' Guèye                                                      |
| 29 oktober 2022 18:15 Guldensporenstadion Kortrijk Ref.: Lothar D'hondt Toeschouwers: 5.211           | KV Kortrijk                                                     | 1 – 1                               | Cercle Brugge                                       | Ilić Sych, Dessoleil, Radovanović (66' Lončar), D'haene Vandendriessche (46' Bruno), Watanabe, Keïta Mbayo (61' Messaoudi), Avenatti, Lamkel Zé                                 | 36' Dessoleil 44' Sych 60' Avenatti 81' Lončar                 |
| 29 oktober 2022 18:15 Guldensporenstadion Kortrijk Ref.: Lothar D'hondt Toeschouwers: 5.211           | Messaoudi 79'                                                   | 0 – 1 1 – 1                         | 9' Popović                                          | Ilić Sych, Dessoleil, Radovanović (66' Lončar), D'haene Vandendriessche (46' Bruno), Watanabe, Keïta Mbayo (61' Messaoudi), Avenatti, Lamkel Zé                                 | 36' Dessoleil 44' Sych 60' Avenatti 81' Lončar                 |
| 6 november 2022 21:00 Diaz Arena Oostende Ref.: Wim Smet Toeschouwers: 2.826                          | KV Oostende                                                     | 3 – 1                               | KV Kortrijk                                         | Ilić Sych, Dessoleil, Radovanović, D'haene Keïta, Messaoudi (66' Mbayo), Watanabe Selemani (46' Tanaka), Avenatti, Bruno (67' Henen)                                            | 12' Keïta 33' Keïta 42' Radovanović                            |
| 6 november 2022 21:00 Diaz Arena Oostende Ref.: Wim Smet Toeschouwers: 2.826                          | Hornby 7' McGeehan 54' McGeehan 90+6'                           | 1 – 0 1 – 1 2 – 1 3 – 1             | 19' Bruno                                           | Ilić Sych, Dessoleil, Radovanović, D'haene Keïta, Messaoudi (66' Mbayo), Watanabe Selemani (46' Tanaka), Avenatti, Bruno (67' Henen)                                            | 12' Keïta 33' Keïta 42' Radovanović                            |
| 13 november 2022 21:00 Guldensporenstadion Kortrijk Ref.: Bert Put Toeschouwers: 4.645                | KV Kortrijk                                                     | 0 – 4                               | AA Gent                                             | Ilić Sych, Silva, Dessoleil, D'haene Tanaka (53' Guèye), Bruno (68' Lončar), Watanabe Messaoudi (42' De Neve), Avenatti, Selemani (68' Mehssatou)                               | 20' D'haene 49' Sych 62' Dessoleil                             |
| 13 november 2022 21:00 Guldensporenstadion Kortrijk Ref.: Bert Put Toeschouwers: 4.645                |                                                                 | 0 – 1 0 – 2 0 – 3 0 – 4             | 33' Hjulsager 40' Salah 69' Depoitre 71' Salah      | Ilić Sych, Silva, Dessoleil, D'haene Tanaka (53' Guèye), Bruno (68' Lončar), Watanabe Messaoudi (42' De Neve), Avenatti, Selemani (68' Mehssatou)                               | 20' D'haene 49' Sych 62' Dessoleil                             |
| Terugronde                                                                                            |                                                                 |                                     |                                                     | |                                                                |
| 26 december 2022 18:15 Guldensporenstadion Kortrijk Ref.: Wim Smet Toeschouwers: 7.178                | KV Kortrijk                                                     | 1 – 0                               | KRC Genk                                            | Vandenberghe Sych, Silva, Watanabe, Mehssatou, Bruno (74' Keïta) Kadri (82' Mbayo), Lončar, Selemani Avenatti, Messaoudi (82' Guèye)                                            | 40' Messaoudi 60' Mehssatou 81' Keïta 85' Lončar               |
| 26 december 2022 18:15 Guldensporenstadion Kortrijk Ref.: Wim Smet Toeschouwers: 7.178                | Avenatti 83'                                                    | 1 – 0                               |                                                     | Vandenberghe Sych, Silva, Watanabe, Mehssatou, Bruno (74' Keïta) Kadri (82' Mbayo), Lončar, Selemani Avenatti, Messaoudi (82' Guèye)                                            | 40' Messaoudi 60' Mehssatou 81' Keïta 85' Lončar               |
| 8 januari 2023 21:00 King Power at Den Dreef Stadion Heverlee Ref.: Jan Boterberg Toeschouwers: 4.119 | OH Leuven                                                       | 2 – 3                               | KV Kortrijk                                         | Vandenberghe Silva, Watanabe, Mehssatou Sych, Tanaka (75' Wasinski), Lončar, Selemani , Bruno (75' Mbayo) Avenatti, Guèye (81' Regáli)                                          | 39' Lončar 45+4' Selemani 52' Sych                             |
| 8 januari 2023 21:00 King Power at Den Dreef Stadion Heverlee Ref.: Jan Boterberg Toeschouwers: 4.119 | Al-Taamari 9' Patris 76'                                        | 1 – 0 1 – 1 1 – 2 2 – 2 2 – 3       | 43' Avenatti 51' Sych 90+2' Avenatti                | Vandenberghe Silva, Watanabe, Mehssatou Sych, Tanaka (75' Wasinski), Lončar, Selemani , Bruno (75' Mbayo) Avenatti, Guèye (81' Regáli)                                          | 39' Lončar 45+4' Selemani 52' Sych                             |
| 15 januari 2023 16:00 Ghelamco Arena Gent Ref.: Bert Put Toeschouwers: 12.558                         | AA Gent                                                         | 2 – 1                               | KV Kortrijk                                         | Vandenberghe Atemona, Watanabe, Mehssatou Sych (84' Silva), Lončar (46' Wasinski), Selemani , Kadri, Regáli (46' Bruno) Messaoudi (73' De Neve), Guèye (63' Avenatti)           | 27' Kadri                                                      |
| 15 januari 2023 16:00 Ghelamco Arena Gent Ref.: Bert Put Toeschouwers: 12.558                         | Cuypers 7' Cuypers 69'                                          | 1 – 0 2 – 0 2 – 1                   | 74' Bruno                                           | Vandenberghe Atemona, Watanabe, Mehssatou Sych (84' Silva), Lončar (46' Wasinski), Selemani , Kadri, Regáli (46' Bruno) Messaoudi (73' De Neve), Guèye (63' Avenatti)           | 27' Kadri                                                      |
| 18 januari 2023 20:45 Guldensporenstadion Kortrijk Ref.: Brent Staessens Toeschouwers: 4.863          | KV Kortrijk                                                     | 3 – 2                               | Seraing                                             | Vandenberghe Silva, Watanabe, Mehssatou Atemona, Lončar (83' Keïta), Kadri (83' Wasinski), Bruno (90+5' Guèye) Messaoudi (67' Regáli), Avenatti, Selemani (68' D'haene)         | 17' Avenatti                                                   |
| 18 januari 2023 20:45 Guldensporenstadion Kortrijk Ref.: Brent Staessens Toeschouwers: 4.863          | Avenatti 9' Messaoudi 23' Selemani 63'                          | 1 – 0 1 – 1 2 – 1 2 – 2 3 – 2       | 18' (pen.) Vagner 60' Vagner                        | Vandenberghe Silva, Watanabe, Mehssatou Atemona, Lončar (83' Keïta), Kadri (83' Wasinski), Bruno (90+5' Guèye) Messaoudi (67' Regáli), Avenatti, Selemani (68' D'haene)         | 17' Avenatti                                                   |
| 21 januari 2023 18:15 AFAS-stadion Achter de Kazerne Mechelen Ref.: Arthur Denil Toeschouwers: 10.889 | KV Mechelen                                                     | 3 – 2                               | KV Kortrijk                                         | Vandenberghe Atemona, Silva (46' Kadri), Watanabe, Mehssatou Lončar (84' Avenatti), Bruno (74' D'haene), Wasinski De Neve (65' Messaoudi), Guèye, Selemani                      | 17' Silva 45+1' Wasinski 68' Lončar 87' Guèye                  |
| 21 januari 2023 18:15 AFAS-stadion Achter de Kazerne Mechelen Ref.: Arthur Denil Toeschouwers: 10.889 | Storm 37' Mrabti 45+2' Ngoy 73'                                 | 0 – 1 1 – 1 2 – 1 2 – 2 3 – 2       | 33' De Neve 57' Kadri                               | Vandenberghe Atemona, Silva (46' Kadri), Watanabe, Mehssatou Lončar (84' Avenatti), Bruno (74' D'haene), Wasinski De Neve (65' Messaoudi), Guèye, Selemani                      | 17' Silva 45+1' Wasinski 68' Lončar 87' Guèye                  |
| 28 januari 2023 18:15 Guldensporenstadion Kortrijk Ref.: Alexandre Boucaut Toeschouwers: 6.719        | KV Kortrijk                                                     | 2 – 2                               | KV Oostende                                         | Vandenberghe Silva, Watanabe, Mehssatou Atemona (46' De Neve), Lončar (87' Regáli), Selemani , Kadri (76' Tanaka), Bruno (58' Wasinski) Messaoudi (76' Guèye), Avenatti         | 49' Selemani                                                   |
| 28 januari 2023 18:15 Guldensporenstadion Kortrijk Ref.: Alexandre Boucaut Toeschouwers: 6.719        | Selemani 20' Guèye 89'                                          | 1 – 0 1 – 1 1 – 2 2 – 2             | 45+5' Bätzner 84' Ambrose                           | Vandenberghe Silva, Watanabe, Mehssatou Atemona (46' De Neve), Lončar (87' Regáli), Selemani , Kadri (76' Tanaka), Bruno (58' Wasinski) Messaoudi (76' Guèye), Avenatti         | 49' Selemani                                                   |
| 4 februari 2023 20:45 Stayen Sint-Truiden Ref.: Jasper Vergoote Toeschouwers: 3.286                   | STVV                                                            | 1 – 0                               | KV Kortrijk                                         | Vandenberghe Silva, Watanabe, Wasinski (66' De Neve) Mehssatou (70' Messaoudi), Kadri, Selemani, Lončar (82' Regáli), D'haene Guèye, Avenatti                                   | 52' Selemani 76' Messaoudi 84' Silva                           |
| 4 februari 2023 20:45 Stayen Sint-Truiden Ref.: Jasper Vergoote Toeschouwers: 3.286                   | Vandenberghe 45+4' (e.d.)                                       | 1 – 0                               |                                                     | Vandenberghe Silva, Watanabe, Wasinski (66' De Neve) Mehssatou (70' Messaoudi), Kadri, Selemani, Lončar (82' Regáli), D'haene Guèye, Avenatti                                   | 52' Selemani 76' Messaoudi 84' Silva                           |
| 12 februari 2023 18:30 Maurice Dufrasnestadion Luik Ref.: Lothar D'hondt Toeschouwers: 16.807         | Standard Luik                                                   | 0 – 2                               | KV Kortrijk                                         | Vandenberghe Silva, Watanabe, Wasinski Henen (71' Bruno), Mehssatou, Kadri, Selemani (90+1' Tanaka), D'haene Messaoudi (71' Regáli), Avenatti                                   | 64' Kadri 90+4' Avenatti                                       |
| 12 februari 2023 18:30 Maurice Dufrasnestadion Luik Ref.: Lothar D'hondt Toeschouwers: 16.807         |                                                                 | 0 – 1 0 – 2                         | 67' Wasinski 84' (pen.) Selemani                    | Vandenberghe Silva, Watanabe, Wasinski Henen (71' Bruno), Mehssatou, Kadri, Selemani (90+1' Tanaka), D'haene Messaoudi (71' Regáli), Avenatti                                   | 64' Kadri 90+4' Avenatti                                       |
| 19 februari 2023 18:30 Guldensporenstadion Kortrijk Ref.: Nathan Verboomen Toeschouwers: 8.798        | KV Kortrijk                                                     | 2 – 2                               | Anderlecht                                          | Vandenberghe Silva, Watanabe, Wasinski Henen (76' Bruno), Mehssatou, Selemani, Kadri (90' Lončar), D'haene (90' De Neve) Messaoudi (62' Regáli), Guèye                          | 29' Kadri 45' Watanabe                                         |
| 19 februari 2023 18:30 Guldensporenstadion Kortrijk Ref.: Nathan Verboomen Toeschouwers: 8.798        | Kadri 57' Silva 67'                                             | 0 – 1 1 – 1 2 – 1 2 – 2             | 41' Dreyer 83' Murillo                              | Vandenberghe Silva, Watanabe, Wasinski Henen (76' Bruno), Mehssatou, Selemani, Kadri (90' Lončar), D'haene (90' De Neve) Messaoudi (62' Regáli), Guèye                          | 29' Kadri 45' Watanabe                                         |
| 24 februari 2023 20:45 Elindus Arena Waregem Ref.: Lawrence Visser Toeschouwers: 7.788                | Zulte Waregem                                                   | 3 – 3                               | KV Kortrijk                                         | Vandenberghe Silva, Watanabe, Wasinski Henen (46' Bruno), Selemani (90+2' Lončar), Mehssatou, Kadri (90+2' Guèye), D'haene Avenatti, Regáli (68' Atemona)                       | 21' Wasinski 37' Silva 63' Regáli 84' Bruno                    |
| 24 februari 2023 20:45 Elindus Arena Waregem Ref.: Lawrence Visser Toeschouwers: 7.788                | Ciranni 30' Ndour 49' Gano 83'                                  | 0 – 1 1 – 1 1 – 2 2 – 2 2 – 3 3 – 3 | 15' Kadri 44' Selemani 65' Avenatti                 | Vandenberghe Silva, Watanabe, Wasinski Henen (46' Bruno), Selemani (90+2' Lončar), Mehssatou, Kadri (90+2' Guèye), D'haene Avenatti, Regáli (68' Atemona)                       | 21' Wasinski 37' Silva 63' Regáli 84' Bruno                    |
| 4 maart 2023 16:00 Guldensporenstadion Kortrijk Ref.: Nicolas Laforge Toeschouwers: 4.501             | KV Kortrijk                                                     | 0 – 1                               | Charleroi                                           | Vandenberghe Atemona (90+1' Lončar), Watanabe, Tanaka (79' Mbayo) Bruno (79' De Neve), Kadri, Selemani, Mehssatou, D'haene (79' Guèye) Regáli, Avenatti                         |                                                                |
| 4 maart 2023 16:00 Guldensporenstadion Kortrijk Ref.: Nicolas Laforge Toeschouwers: 4.501             |                                                                 | 0 – 1                               | 73' Badji                                           | Vandenberghe Atemona (90+1' Lončar), Watanabe, Tanaka (79' Mbayo) Bruno (79' De Neve), Kadri, Selemani, Mehssatou, D'haene (79' Guèye) Regáli, Avenatti                         |                                                                |
| 11 maart 2023 18:15 't Kuipje Westerlo Ref.: Wesli De Cremer Toeschouwers: 4.416                      | Westerlo                                                        | 3 – 1                               | KV Kortrijk                                         | Vandenberghe Silva (71' Atemona), Watanabe, Wasinski De Neve (71' Mbayo), Bruno, Selemani (31' Kadri), Mehssatou (58' Messaoudi), D'haene Regáli (71' Guèye), Avenatti          | 28' Silva 36' Kadri                                            |
| 11 maart 2023 18:15 't Kuipje Westerlo Ref.: Wesli De Cremer Toeschouwers: 4.416                      | Watanabe 45+4' (e.d.) Vaesen 60' Vaesen 73'                     | 1 – 0 2 – 0 2 – 1 3 – 1             | 63' Bruno                                           | Vandenberghe Silva (71' Atemona), Watanabe, Wasinski De Neve (71' Mbayo), Bruno, Selemani (31' Kadri), Mehssatou (58' Messaoudi), D'haene Regáli (71' Guèye), Avenatti          | 28' Silva 36' Kadri                                            |
| 18 maart 2023 16:00 Guldensporenstadion Kortrijk Ref.: Bram Van Driessche Toeschouwers: 8.973         | KV Kortrijk                                                     | 1 – 0                               | Club Brugge                                         | Vandenberghe Silva, Watanabe, Wasinski De Neve, Lončar, Mehssatou, D'haene (57' Messaoudi) Bruno (90+5' Atemona), Avenatti (83' Guèye), Kadri (84' Tanaka)                      | 39' Avenatti 86' Guèye                                         |
| 18 maart 2023 16:00 Guldensporenstadion Kortrijk Ref.: Bram Van Driessche Toeschouwers: 8.973         | Kadri 31'                                                       | 1 – 0                               |                                                     | Vandenberghe Silva, Watanabe, Wasinski De Neve, Lončar, Mehssatou, D'haene (57' Messaoudi) Bruno (90+5' Atemona), Avenatti (83' Guèye), Kadri (84' Tanaka)                      | 39' Avenatti 86' Guèye                                         |
| 1 april 2023 16:00 Jan Breydelstadion Brugge Ref.: Nathan Verboomen Toeschouwers: 4.719               | Cercle Brugge                                                   | 2 – 0                               | KV Kortrijk                                         | Vandenberghe Silva, Watanabe, Wasinski De Neve (46' Henen), Lončar, Mehssatou (67' Messaoudi), D'haene Kadri (46' Selemani), Avenatti (73' Regáli), Bruno (46' Guèye)           | 78' Henen 79' Guèye                                            |
| 1 april 2023 16:00 Jan Breydelstadion Brugge Ref.: Nathan Verboomen Toeschouwers: 4.719               | Somers 16' Ueda 36' (pen.)                                      | 1 – 0 2 – 0                         |                                                     | Vandenberghe Silva, Watanabe, Wasinski De Neve (46' Henen), Lončar, Mehssatou (67' Messaoudi), D'haene Kadri (46' Selemani), Avenatti (73' Regáli), Bruno (46' Guèye)           | 78' Henen 79' Guèye                                            |
| 8 april 2023 16:00 Guldensporenstadion Kortrijk Ref.: Jonathan Lardot Toeschouwers: 6.707             | KV Kortrijk                                                     | 0 – 0                               | KAS Eupen                                           | Vandenberghe Silva, Watanabe, Wasinski Henen (72' Lončar), Kadri, Mehssatou, Selemani, D'haene (90' De Neve) Avenatti, Messaoudi (72' Bruno)                                    | 45+2' Mehssatou 54' Watanabe 81' D'haene                       |
| 8 april 2023 16:00 Guldensporenstadion Kortrijk Ref.: Jonathan Lardot Toeschouwers: 6.707             |                                                                 |                                     |                                                     | Vandenberghe Silva, Watanabe, Wasinski Henen (72' Lončar), Kadri, Mehssatou, Selemani, D'haene (90' De Neve) Avenatti, Messaoudi (72' Bruno)                                    | 45+2' Mehssatou 54' Watanabe 81' D'haene                       |
| 16 april 2023 18:30 Bosuilstadion Antwerpen Ref.: Jan Boterberg Toeschouwers: 12.835                  | Antwerp                                                         | 1 – 0                               | KV Kortrijk                                         | Vandenberghe Sych (79' Dyhr), Atemona, Watanabe, Wasinski Mbayo (60' Kadri), Selemani , Lončar, Bruno (72' Henen), Regáli (79' Mehssatou) Guèye (60' Messaoudi)                 | 68' Bruno                                                      |
| 16 april 2023 18:30 Bosuilstadion Antwerpen Ref.: Jan Boterberg Toeschouwers: 12.835                  | Muja 70'                                                        | 1 – 0                               |                                                     | Vandenberghe Sych (79' Dyhr), Atemona, Watanabe, Wasinski Mbayo (60' Kadri), Selemani , Lončar, Bruno (72' Henen), Regáli (79' Mehssatou) Guèye (60' Messaoudi)                 | 68' Bruno                                                      |
| 23 april 2023 18:30 Guldensporenstadion Kortrijk Ref.: Wesli De Cremer Toeschouwers: 7.530            | KV Kortrijk                                                     | 2 – 4                               | Union Sint-Gillis                                   | Vandenberghe Silva (90' Atemona), Watanabe, Wasinski Sych (74' Henen), Lončar (84' Messaoudi), Mehssatou (73' Bruno), D'haene (89' Regáli) Kadri, Avenatti, Selemani            | 44' D'haene                                                    |
| 23 april 2023 18:30 Guldensporenstadion Kortrijk Ref.: Wesli De Cremer Toeschouwers: 7.530            | Silva 24' D'haene 38'                                           | 0 – 1 1 – 1 2 – 1 2 – 2 2 – 3 2 – 4 | 16' Terho 67' (e.d.) Watanabe 72' Terho 84' Adingra | Vandenberghe Silva (90' Atemona), Watanabe, Wasinski Sych (74' Henen), Lončar (84' Messaoudi), Mehssatou (73' Bruno), D'haene (89' Regáli) Kadri, Avenatti, Selemani            | 44' D'haene                                                    |

#### Overzicht
| Speeldag  | 1  | 2  | 3  | 4  | 5  | 6  | 7  | 8  | 9  | 10 | 11 | 12 | 13 | 14 | 15 | 16 | 17 | 18 | 19 | 20 | 21 | 22 | 23 | 24 | 25 | 26 | 27 | 28 | 29 | 30 | 31 | 32 | 33 | 34 |
| --------- | -- | -- | -- | -- | -- | -- | -- | -- | -- | -- | -- | -- | -- | -- | -- | -- | -- | -- | -- | -- | -- | -- | -- | -- | -- | -- | -- | -- | -- | -- | -- | -- | -- | -- |
| Resultaat | v  | w  | g  | v  | v  | v  | w  | v  | v  | w  | v  | v  | g  | v  | g  | v  | v  | w  | w  | v  | w  | v  | g  | v  | w  | g  | g  | v  | v  | w  | v  | g  | v  | v  |
| Punten    | 0  | 3  | 4  | 4  | 4  | 4  | 7  | 7  | 7  | 10 | 10 | 10 | 11 | 11 | 12 | 12 | 12 | 15 | 18 | 18 | 21 | 21 | 22 | 22 | 25 | 26 | 27 | 27 | 27 | 30 | 30 | 31 | 31 | 31 |
| Positie   | 14 | 13 | 10 | 14 | 13 | 17 | 12 | 14 | 14 | 14 | 15 | 16 | 16 | 17 | 16 | 16 | 17 | 16 | 15 | 15 | 14 | 14 | 14 | 15 | 15 | 14 | 14 | 14 | 15 | 14 | 14 | 14 | 14 | 14 |

#### Klassement
| Pos | Team             | Wed | W  | G | V  | Ptn | DV | DT | +/− |  |
| --- | ---------------- | --- | -- | - | -- | --- | -- | -- | --- |  |
| 11  | RSC Anderlecht   | 34  | 13 | 7 | 14 | 46  | 49 | 46 | +3  |  |
| 12  | STVV             | 34  | 11 | 9 | 14 | 42  | 37 | 40 | −3  |  |
| 13  | KV Mechelen      | 34  | 11 | 7 | 16 | 40  | 49 | 63 | −14 |  |
| 14  | KV Kortrijk      | 34  | 8  | 7 | 19 | 31  | 37 | 61 | −24 |  |
| 15  | KAS Eupen        | 34  | 7  | 7 | 20 | 28  | 40 | 75 | −35 |  |
| 16  | KV Oostende      | 34  | 7  | 6 | 21 | 27  | 37 | 76 | −39 |  |
| 17  | SV Zulte Waregem | 34  | 6  | 9 | 19 | 27  | 50 | 78 | −28 |  |

## Beker van België
| Beker van België                                                                                          |                |                         |                                     | |                                  |
| Wedstrijddetails                                                                                          | Thuisploeg     | Uitslag                 | Uitploeg                            | Opstelling | Kaarten                          |
| 1/16de finale                                                                                             |                |                         |                                     | |                                  |
| 10 november 2022 20:00 Edmond Machtensstadion Sint-Jans-Molenbeek Ref.: Arthur Denil Toeschouwers:        | RWDM (1B)      | 1 – 3                   | KV Kortrijk                         | Vandenberghe Mehssatou, Radovanović, Silva, D'haene (81' Sych) Mbayo (38' Messaoudi), Lončar (69' De Neve), Tanaka Keïta, Avenatti, Henen (69' Bruno)                | 32' D'haene 77' Tanaka 90' Silva |
| 10 november 2022 20:00 Edmond Machtensstadion Sint-Jans-Molenbeek Ref.: Arthur Denil Toeschouwers:        | Botella 56'    | 1 – 0 1 – 1 1 – 2 1 – 3 | 70' Bruno 85' Bruno 90+1' Messaoudi | Vandenberghe Mehssatou, Radovanović, Silva, D'haene (81' Sych) Mbayo (38' Messaoudi), Lončar (69' De Neve), Tanaka Keïta, Avenatti, Henen (69' Bruno)                | 32' D'haene 77' Tanaka 90' Silva |
| 1/8ste finale                                                                                             |                |                         |                                     | |                                  |
| 20 december 2022 20:00 King Power at Den Dreef Stadion Heverlee Ref.: Jasper Vergoote Toeschouwers: 9.493 | OH Leuven      | 1 – 3                   | KV Kortrijk                         | Vandenberghe Watanabe, Dessoleil (88' Sych), Silva, Mehssatou Lončar, Kadri (66' Keïta), Avenatti Messaoudi (88' Guèye), Bruno (88' Mbayo), Selemani (89' Shamsudin) | 53' Dessoleil 69' Bruno          |
| 20 december 2022 20:00 King Power at Den Dreef Stadion Heverlee Ref.: Jasper Vergoote Toeschouwers: 9.493 | González 90+2' | 0 – 1 0 – 2 0 – 3 1 – 3 | 55' Bruno 81' Keïta 86' Avenatti    | Vandenberghe Watanabe, Dessoleil (88' Sych), Silva, Mehssatou Lončar, Kadri (66' Keïta), Avenatti Messaoudi (88' Guèye), Bruno (88' Mbayo), Selemani (89' Shamsudin) | 53' Dessoleil 69' Bruno          |
| Kwartfinale                                                                                               |                |                         |                                     | |                                  |
| 11 januari 2023 18:30 Guldensporenstadion Kortrijk Ref.: Jasper Vergoote Toeschouwers: 3.000              | KV Kortrijk    | 0 – 1                   | KV Mechelen                         | Vandenberghe Sych, Silva (46' Atemona), Watanabe, Mehssatou Keïta (58' Wasinski), Lončar, Bruno Guèye (80' Regáli), Avenatti, Selemani                               | 32' Guèye 64' Wasinski           |
| 11 januari 2023 18:30 Guldensporenstadion Kortrijk Ref.: Jasper Vergoote Toeschouwers: 3.000              |                | 0 – 1                   | 90' Walsh                           | Vandenberghe Sych, Silva (46' Atemona), Watanabe, Mehssatou Keïta (58' Wasinski), Lončar, Bruno Guèye (80' Regáli), Avenatti, Selemani                               | 32' Guèye 64' Wasinski           |